# Доній Загон
45°08′ пн. ш. 14°49′ сх. д. / 45.14° пн. ш. 14.82° сх. д.
Доній Загон (хорв. Donji Zagon) — населений пункт у Хорватії, у Приморсько-Горанській жупанії у складі міста Новий Винодольський.

## Населення
Населення за даними перепису 2011 року становило 145 осіб.
Динаміка чисельності населення поселення:

## Клімат
Середня річна температура становить 12,64 °C, середня максимальна – 25,48 °C, а середня мінімальна – 0,56 °C. Середня річна кількість опадів – 1319 мм.
| Клімат поселення                              | Клімат поселення | Клімат поселення | Клімат поселення | Клімат поселення | Клімат поселення | Клімат поселення | Клімат поселення | Клімат поселення | Клімат поселення | Клімат поселення | Клімат поселення | Клімат поселення | Клімат поселення |
| Показник                                      | Січ.             | Лют.             | Бер.             | Квіт.            | Трав.            | Черв.            | Лип.             | Серп.            | Вер.             | Жовт.            | Лист.            | Груд.            |                  |
| Середній максимум, °C                         | 8,87             | 8,84             | 11,03            | 14,91            | 19,84            | 24,04            | 25,48            | 25,04            | 20,62            | 16,16            | 11,76            | 9,05             |                  |
| Середня температура, °C                       | 4,73             | 4,70             | 6,89             | 10,76            | 15,70            | 19,91            | 22,30            | 21,86            | 17,44            | 12,97            | 8,56             | 5,86             |                  |
| Середній мінімум, °C                          | 0,60             | 0,56             | 2,76             | 6,63             | 11,58            | 15,77            | 19,11            | 18,69            | 14,26            | 9,78             | 5,38             | 2,70             |                  |
| Норма опадів, мм                              | 94               | 85               | 91               | 99               | 95               | 106              | 68               | 88               | 140              | 162              | 164              | 127              |                  |
| Середньомісячна швидкість вітру, м/с          | 3.12             | 3.24             | 3.28             | 3.06             | 2.79             | 2.63             | 2.61             | 2.63             | 2.78             | 3.04             | 3.40             | 3.40             |                  |
| Середньомісячна сонячна радіація, кДж/м²·день | 4433             | 7234             | 10525            | 14988            | 19204            | 20838            | 22426            | 19160            | 14087            | 9114             | 4811             | 3760             |                  |
| --------------------------------------------- | ---------------- | ---------------- | ---------------- | ---------------- | ---------------- | ---------------- | ---------------- | ---------------- | ---------------- | ---------------- | ---------------- | ---------------- | ---------------- |
| Джерело:                                      |                  |                  |                  |                  |                  |                  |                  |                  |                  |                  |                  |                  |                  |